# NXT WarGames
NXT WarGames (originalmente conhecido como NXT TakeOver: WarGames) foi um evento de wrestling profissional produzido pela WWE, uma promoção de luta livre profissional baseada em Connecticut. Realizado exclusivamente para lutadores da promoção NXT brand division, foi transmitido e esteve disponível apenas através de pay-per-view (PPV) e dos serviços de streaming Peacock e WWE Network. O evento foi originalmente estabelecido em 2017 e realizado sob a série NXT TakeOver. Em 2021, a WWE descontinuou a série TakeOver com o WarGames daquele ano sendo o primeiro evento PPV do NXT realizado após a descontinuação do TakeOver, bem como o primeiro PPV da marca realizado após seu rebranding como NXT 2.0.
O evento centrava-se na luta WarGames, que foi criada por Dusty Rhodes em 1987. A WarGames é um tipo de luta em uma jaula de aço, exceto que existem dois ringues posicionados um ao lado do outro, e a gaiola sem teto envolve ambos os anéis. Embora originalmente disputada apenas por homens, a primeira versão feminina da luta ocorreu no evento de 2019. O evento principal de cada evento WarGames era disputado como uma luta WarGames.
De 2017 a 2019, o evento foi realizado em novembro como um show de apoio ao Survivor Series, mas foi transferido para dezembro em 2020. O evento de 2021 foi o último grande evento do NXT a ser transmitido em pay-per-view tradicional, já que em 2022 a WWE passou a exibir apenas os principais eventos do NXT por meio de plataformas de streaming ao vivo. O evento de 2021 também foi o último NXT WarGames, pois o conceito da luta foi transferido para o plantel principal como parte do Survivor Series de 2022, sendo o NXT WarGames substituído pelo NXT Deadline.

## História
NXT TakeOver foi uma série de Wrestling profissional eventos periódicos produzidos pela WWE para o NXT marca. O 17º evento TakeOver foi originalmente intitulado como TakeOver: Houston, pois o evento foi realizado em Houston, Texas; no entanto, o nome do evento foi alterado para TakeOver: WarGames após um anúncio de Triple H em 4 de outubro de 2017. O nome do evento foi derivado de um tipo de combate antigo criado por Dusty Rhodes em 1987 e originalmente usado pela National Wrestling Alliance (NWA), e mais tarde, uma luta anual realizada pela World Championship Wrestling (WCW), que a WWE adquiriu em 2001. O evento TakeOver contou com a luta homônima, que foi a primeira vez em quase vinte anos desde e a última luta ocorreu. O Inaugural TakeOver: WarGames foi realizado em 18 de novembro de 2017, no Toyota Center de Houston e transmitido ao vivo na WWE Network. Foi um show de suporte para a Survivor Series pay-per-view (PPV) daquele ano.
Um segundo TakeOver: WarGames foi realizado no ano seguinte, também como um show de apoio para o Survivor Series. Isso, por sua vez, estabeleceu o evento como uma subsérie anual da série principal do TakeOver. Em setembro de 2019, NXT, que anteriormente era um território de desenvolvimento para a WWE, tornou-se uma das três principais marcas da empresa, portanto, o evento de 2019 foi o primeiro TakeOver realizado após esse reconhecimento.

## Conceito
O evento centrava-se na luta WarGames, e o evento principal de cada show era disputado na estrutura titular. A WarGames é um tipo de luta em uma jaula de aço, exceto que há dois ringues posicionados um ao lado do outro, e a gaiola retangular sem teto circunda a borda de ambos os ringues. A luta consiste em duas ou três equipes, com três a cinco participantes em cada equipe se enfrentando em um formato de entrada escalonada. No início, um membro de cada equipe entra na gaiola. Após cinco minutos, um membro de uma equipe adversária entra na jaula, dando à sua equipe a vantagem temporária de handicap de 2 contra 1. Após dois minutos, um membro aleatório da outra equipe entra e isso continua a cada 2 minutos, alternando entre cada equipe até que todos tenham entrado. Uma vez que todos os membros da equipe de ambas as equipes estão na gaiola, a luta começa oficialmente. Ambas as equipes lutam entre si na jaula até que qualquer participante se submeta, se renda ou fique inconsciente. Originalmente, não havia pinfalls, count-outs e desqualificações; no entanto, versões posteriores da WCW começaram a permitir pinfalls, que continuaram com a versão NXT da WWE. Além disso, na variação do NXT, se um membro de uma equipe escapar da jaula, toda a equipe será desqualificada. Embora originalmente disputada apenas por homens, a primeira luta WarGames feminina ocorreu no evento de 2019.

## Eventos
| # | Evento                        | Data                   | Cidade                  | Local                                              | Evento principal | Ref.   |
| - | ----------------------------- | ---------------------- | ----------------------- | -------------------------------------------------- | --- | ------ |
| 1 | NXT TakeOver: WarGames (2017) | 18 de novembro de 2017 | Houston, Texas          | Toyota Center                                      | The Undisputed Era (Adam Cole, Bobby Fish e Kyle O'Reilly) vs. The Authors of Pain (Akam e Rezar) e Roderick Strong vs. SAni†Y (Alexander Wolfe, Eric Young, e Killian Dain) em uma luta WarGames | [ 2 ]  |
| 2 | NXT TakeOver: WarGames (2018) | 17 de novembro de 2018 | Los Angeles, Califórnia | Staples Center                                     | Pete Dunne, Ricochet, e War Raiders (Hanson e Rowe) vs. The Undisputed Era (Adam Cole, Bobby Fish, Kyle O'Reilly, e Roderick Strong) em uma luta WarGames                                         | [ 3 ]  |
| 3 | NXT TakeOver: WarGames (2019) | 23 de novembro de 2019 | Rosemont, Illinois      | Allstate Arena                                     | Team Ciampa (Tommaso Ciampa, Keith Lee, Dominik Dijakovic, e Kevin Owens) vs. The Undisputed Era (Adam Cole, Bobby Fish, Kyle O'Reilly e Roderick Strong) em uma luta WarGames                    | [ 5 ]  |
| 4 | NXT TakeOver: WarGames (2020) | 6 de dezembro de 2020  | Orlando, Flórida        | Capitol Wrestling Center no WWE Performance Center | The Undisputed Era (Adam Cole, Bobby Fish, Kyle O'Reilly, e Roderick Strong) vs. Team McAfee (Pat McAfee, Pete Dunne, Danny Burch e Oney Lorcan) em uma luta WarGames                             | [ 9 ]  |
| 5 | NXT WarGames (2021)           | 5 de dezembro de 2021  | Orlando, Flórida        | WWE Performance Center                             | Team Black & Gold (Tommaso Ciampa, Johnny Gargano, Pete Dunne e L. A. Knight) vs. Team 2.0 (Bron Breakker, Carmelo Hayes, Grayson Waller e Tony D'Angelo) em uma luta WarGames                    | [ 10 ] |